# 納倫州
納倫州是吉爾吉斯斯坦的一個州，因首府得名。位於該國東部天山山區，可經吐爾尕特山口進入中國新疆。